# Cynthia massachusettensis
Cynthia massachusettensis är en fjärilsart som beskrevs av Gunder 1925. Cynthia massachusettensis ingår i släktet Cynthia och familjen praktfjärilar. Inga underarter finns listade i Catalogue of Life.